# Heteromeringia atypica
Heteromeringia atypica är en tvåvingeart som beskrevs av Frey 1960. Heteromeringia atypica ingår i släktet Heteromeringia och familjen träflugor.
Artens utbredningsområde är Myanmar. Inga underarter finns listade i Catalogue of Life.